# Večeslavci
Večeslavci – wieś w Słowenii, w gminie Rogašovci. W 2018 roku liczyła 355 mieszkańców.